# Niszczyciele rakietowe typu Haruna
Niszczyciele rakietowe typu Haruna – typ dwóch japońskich niszczycieli rakietowych, zbudowanych na początku lat 70. XX wieku dla Japońskich Morskich Sił Samoobrony. Okręty mogą zabrać na pokład trzy śmigłowce SH-60 Seahawk.

## Okręty
- DDH-141 "Haruna"
- DDH-142 "Hiei"